# Phoenix Mercury 2021
La stagione 2021 delle Phoenix Mercury fu la 25ª nella WNBA per la franchigia.
Le Phoenix Mercury arrivarono quarte nella Western Conference con un record di 19-13. Nei play-off vinsero il primo turno con le New York Liberty (1-0), il secondo turno con le Seattle Storm (1-0), la semifinale con le Las Vegas Aces (3-2), perdendo poi la finale WNBA con le Chicago Sky (3-1).

## Roster
| N° | Naz.                   | Ruolo | Sportivo          | Anno | Alt. | Peso |
| -- | ---------------------- | ----- | ----------------- | ---- | ---- | ---- |
| 0  | Canada (bandiera)      | G     | Kia Nurse         | 1996 | 183  | 76   |
| 1  | Stati Uniti (bandiera) | C     | Kia Vaughn        | 1987 | 193  | 93   |
| 2  | Stati Uniti (bandiera) | A     | Megan Walker      | 1998 | 185  | 79   |
| 3  | Stati Uniti (bandiera) | G     | Diana Taurasi     | 1982 | 183  | 78   |
| 4  | Stati Uniti (bandiera) | G     | Skylar Diggins    | 1996 | 175  | 66   |
| 5  | Stati Uniti (bandiera) | G     | Shey Peddy        | 1988 | 170  | 66   |
| 9  | Stati Uniti (bandiera) | G     | Sophie Cunningham | 1996 | 185  | 77   |
| 11 | Australia (bandiera)   | A     | Alanna Smith      | 1996 | 191  | 82   |
| 14 | Stati Uniti (bandiera) | G     | Bria Hartley      | 1992 | 173  | 67   |
| 20 | Stati Uniti (bandiera) | G     | Haley Gorecki     | 1996 | 183  | 75   |
| 21 | Stati Uniti (bandiera) | A     | Brianna Turner    | 1996 | 191  | 77   |
| 33 | Stati Uniti (bandiera) | A     | Cierra Burdick    | 1993 | 188  | 78   |
| 42 | Stati Uniti (bandiera) | C     | Brittney Griner   | 1990 | 203  | 94   |

## Staff tecnico
- Allenatore: Sandy Brondello
- Vice-allenatori: Julie Hairgrove, Chasity Melvin
- Preparatore atletico: Hannah Breck
- Preparatore fisico: Derrick Nillissen